# William Heffelfinger
William Walter "Pudge" Heffelfinger (20 tháng 12 năm 1867 - 2 tháng 4 năm 1954) là một cầu thủ bóng đá và huấn luyện viên người Mỹ. Ông được coi là vận động viên đầu tiên chơi bóng đá Mỹ chuyên nghiệp, đã được trả tiền để chơi vào năm 1892.

## Tiểu sử
Heffelfinger sinh năm 1867 tại thành phố nhỏ bé của Minneapolis. Cha của William là Thiếu tá Christopher B. Heffelfinger và mẹ là Mary Ellen Totton. Cả bố mẹ anh đều sinh ra ở Pennsylvania. Thiếu tá Heffelfinger đến bờ sông đến Minneapolis năm 1857, gia nhập quân đội Liên minh ngay từ đầu Nội chiến, bị thương tại Gettysburg, và sau khi chiến tranh bắt đầu kinh doanh sản xuất giày gia đình. Trong suốt cuộc đời của William, gia đình Heffelfinger đã nổi lên ở Minneapolis.
Là còn là một cậu bé, William Heffelfinger được đặt biệt danh là "Pudge". Ông chơi bóng chày và bóng đá ở trường trung học. Thỉnh thoảng, trong những năm trung học cơ sở và trung học phổ thông, ông cũng chơi bóng chày, như một người bắt bóng, và bóng đá, như một hậu vệ cho Đại học Minnesota.